# Успение Богородично (Тригонико)
Вижте пояснителната страница за други значения на Успение Богородично.
„Успение Богородично“ (на гръцки: Κοίμησης Θεοτόκου) е възрожденска православна църква в кожанското село Тригонико (Делино), Егейска Македония, Гърция, част от Сервийската и Кожанска епархия.
Храмът е изграден в 1539 година според надписа. Разположен е вляво на хълм, на 4 km от Тригонико по пътя към Римнио. Представлява малка еднокорабна базилика с притвор. Изградена е върху средния кораб на раннохристиянска базилика. В нея са съхранени ценни стенописи от 1552 година - на външната западна страна и вътрешната северна. Иконостасът, както и редица ценни икони са откраднати. Запазена е ценна икона „Света Богородица неувяхващ цвят“, пренесена в църквата „Свети Димитър“.
В 1970 година църквата е обявена за паметник на културата.